# Arrondissement électoral de Mons

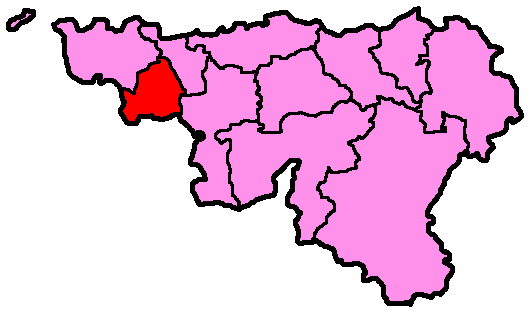
Arrondissement électoral de Mons

Mons est un arrondissement électoral en Belgique pour élire les membres du Parlement wallon depuis 1995. Il correspond à l’arrondissement administratif de Mons.